# 尼科拉峰

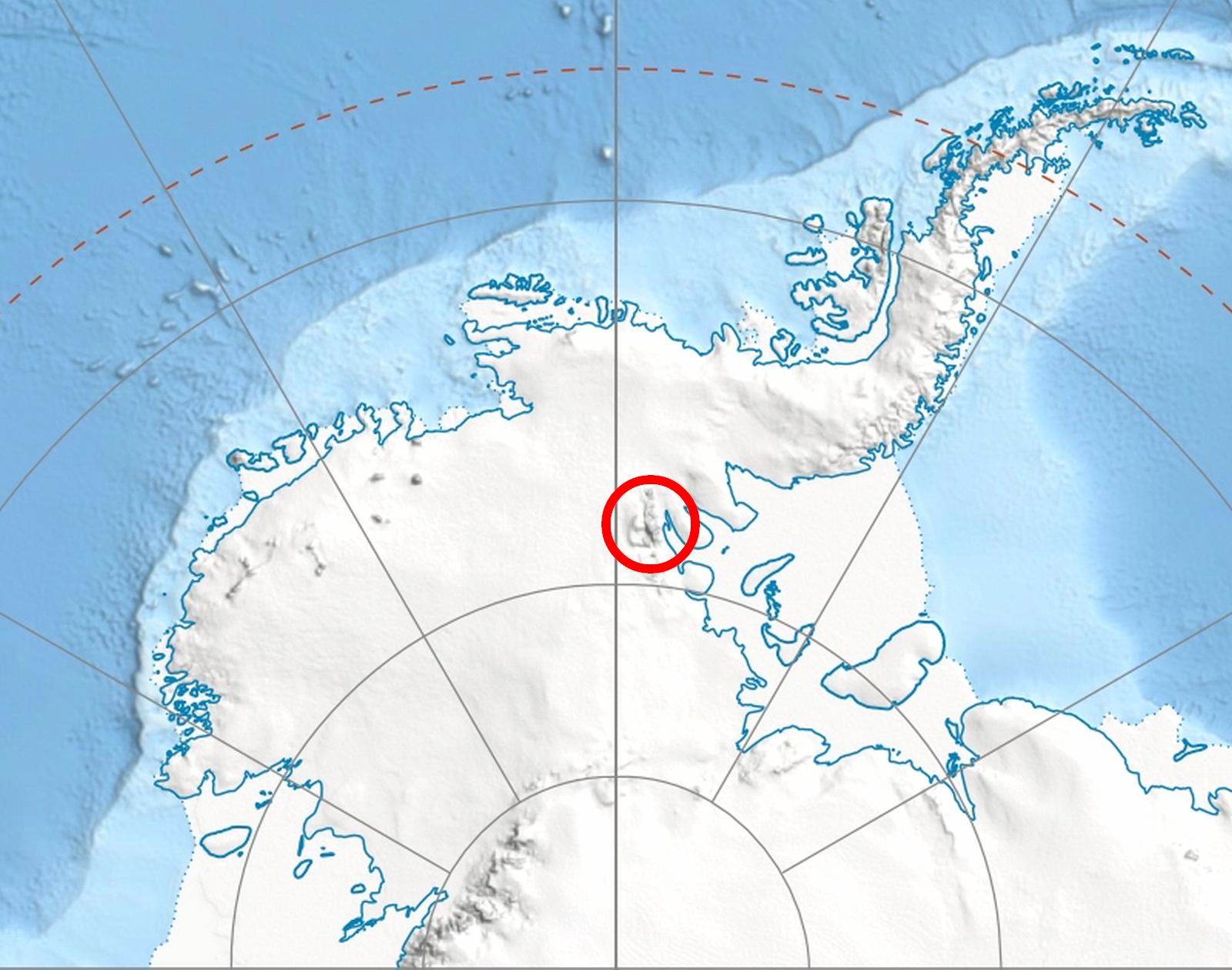

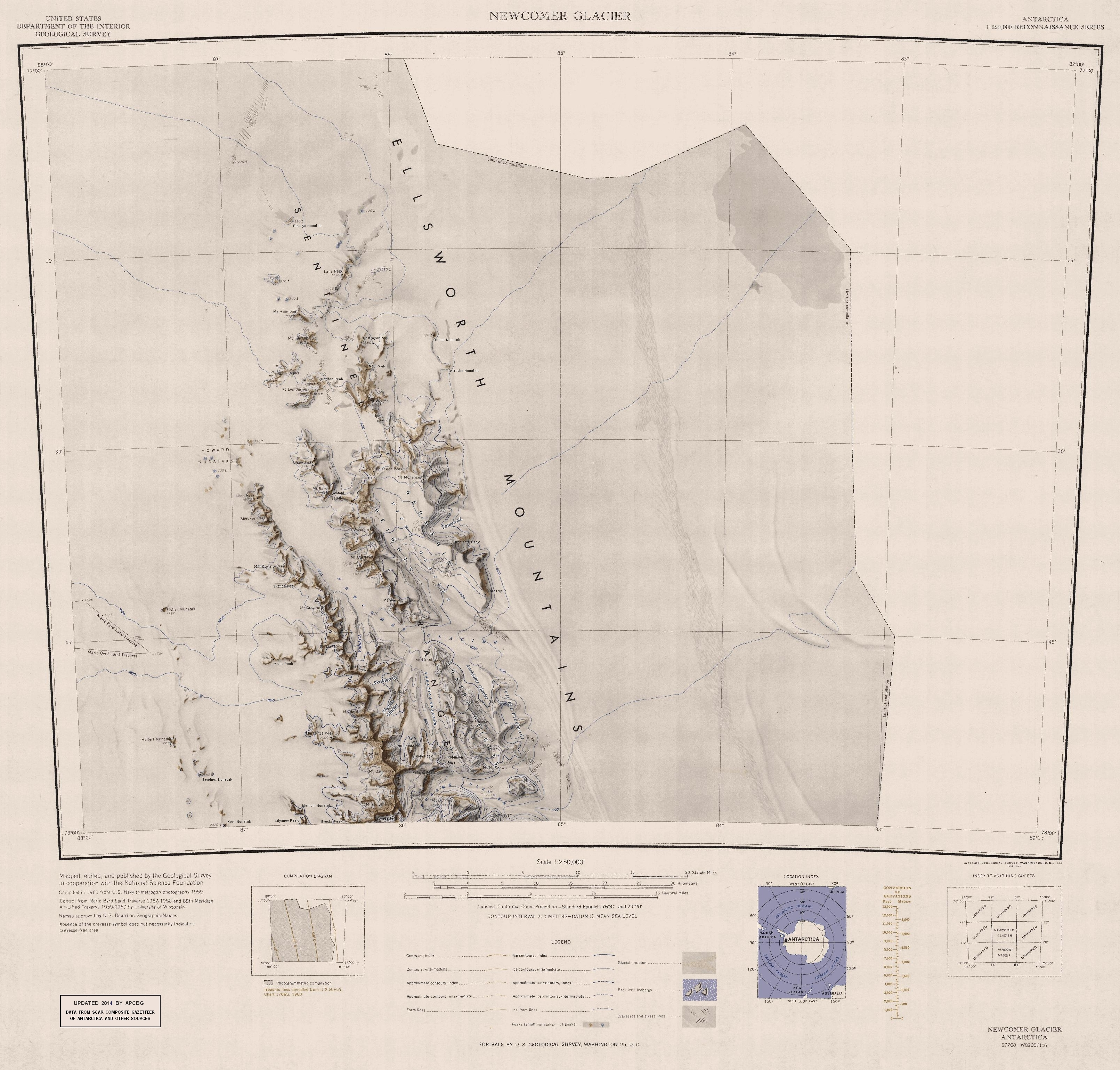

尼科拉峰（英語：Nikola Peak），是南極洲的山峰，位於埃爾斯沃思地，處於達爾林普爾山東北面3.6公里、馬拉薩爾峰以北2.26公里和杜里達諾夫峰西南面2.48公里，屬於埃爾斯沃思山脈的一部分，海拔高度2,550米，現時由南極條約體系管理。